# Gentianella maddenii
Gentianella maddenii är en gentianaväxtart som först beskrevs av Charles Baron Clarke, och fick sitt nu gällande namn av Airy Shaw. Gentianella maddenii ingår i släktet gentianellor, och familjen gentianaväxter. Utöver nominatformen finns också underarten G. m. glanduligera.